# Ciarán O’Leary
Ciarán O’Leary (* 27. Oktober 1973 in Irland) ist ein ehemaliger professioneller irischer Pokerspieler.

## Persönliches
O’Leary ist seit 2004 verheiratet und hat zwei Söhne.

## Pokerkarriere
O’Leary ging 1997 als 23-Jähriger in die Vereinigten Staaten. Zu dieser Zeit standen ihm nur 1000 US-Dollar zur Verfügung. In den folgenden Jahren reiste er quer durch das Land und etablierte sich in der Pokerszene. Bei der World Series of Poker (WSOP) im Rio All-Suite Hotel and Casino am Las Vegas Strip war er 2007 einer von 2998 Teilnehmern bei einem 1500 US-Dollar teuren Event in der Variante No Limit Hold’em. Der Ire gewann das Event und sicherte sich damit ein Bracelet sowie eine Siegprämie von knapp 730.000 US-Dollar. Mitte Dezember 2008 belegte er bei der Poker Million in London den mit 175.000 US-Dollar dritten Platz. Seitdem blieben größere Turniererfolge aus. Seine bis dato letzte Geldplatzierung erzielte O’Leary bei der WSOP 2017.
Insgesamt hat sich O’Leary mit Poker bei Live-Turnieren knapp eine Million US-Dollar erspielt.